# Dicranomyia chandra
Dicranomyia chandra är en tvåvingeart som först beskrevs av Alexander 1964.  Dicranomyia chandra ingår i släktet Dicranomyia och familjen småharkrankar. Inga underarter finns listade i Catalogue of Life.